# Bennie Moten
Bennie Moten (Kansas City, 13 novembre 1894 – Kansas City, 4 febbraio 1935) è stato un direttore d'orchestra e pianista statunitense.

## Biografia
Moten  si formò con allievi di Scott Joplin e divenne quindi un pianista di ragtime. Una delle sue prime formazioni fu un trio con batteria e canto che alternava pezzi ragtime a canzoni leggere e brani novelty. Ancora alla fine degli anni '20 il ragtime era assai popolare a Kansas City come dimostra, tra gli altri, Twefth Street Rag con un assolo ragtime dello stesso Moten. A Kansas City, a partire dal 1923, Bennie Moten dirigeva la band più popolare, formata da soli sei musicisti era però lontanissima dalle future orchestre swing e proponeva brani di diverso tipo tra i quali quelli isipirati allo stile New Orleans con una particolare attenzione per i blues. Le prime incisioni per la OKeh tra il 1923 e il 1925 sono per la metà blues. il blues era molto popolare nel sud ovest e diversi tra i primi cantanti blues provenivano da quelle zone.
La formazione di Moten nel frattempo si arricchisce di ulteriori elementi per diventare un ottetto, nel 1924 con l'aggiunta di un basso tuba e un sassofono, e poi  nel 1926,  quando,comincia a registrare per la Victor, una formazione di 10 elementi. In questi anni è la fo rmazione più popolare del sud oves in costante rivalità con le altre più solide orchestre del sud ovest quelle di Alphonse Trent, Troy Floyd e Jess Stone. Ma è Moten a spuntarla per la determinazione e per la capacità di inglobare nella sua musica le innovazioni dell'Orchestra Henderson. Le incisioni dell'inizio di questo periodo mostrano l'influenza del più moderno e sofisticato stile Fletcher Henderson.
La registrazione che Bennie Moten fece nel 1928 del brano "South" , originariamente pubblicata come V-38021, divenne un long-seller per la Victor, che lo ripubblicò con il numero 24893 nel 1935 e come 44-0004 negli anni 1940, quando la diffusione dei jukebox lo rilanciò come grande successo commerciale. "South" rimase disponibile su vinile fin quando la RCA non smise di fare dischi.
Nel 1929, quando già il pianismo di Bennie Moten era influenzato dal boogie woogie l'orchestra reclutò Count Basie, Walter Page e Oran 'Hot Lips' Page. Walter Page, che era un bassista, rimpiazzò la tuba del suo predecessore Vernon Page e, supportando l'accompagnamento pianistico di Count Basie - discreto e sincopato -  cambiò radicalmente il colore ritmico dell'orchestra, fino ad allora orientato su un tradizionale ritmo in 2/4.
I dieci brani registrati dall'orchestra nel 1932 a Camden, dopo un tour disastroso e un periodo di gravi difficoltà economiche, mostrano la sua evoluzione e la messa a punto di un nuovo originale stile orchestra, che sarebbe diventato il caratteristico stile Basie, ma quattro anni prima che Basie entrasse in sala di registrazione come leader di una propria formazione. All'epoca l'orchestra aveva reclutato altri solisti che avrebbero avuto un brillante futuro: il sassofonista Ben Webster, il cantante Jimmy Rushing  e il trombonista e chitarrista Eddie Durham, uno dei primi a sperimentare la chitarra aplificata, ma soprattutto arrangiatore di vaglia.  Bennie Moten si dedica solo alla direzione. Alcuni di questi brani possono essere riconosciuti come piccoli capolavori e sarebbero diventati dei classici dell'epoca swing:
- "Toby", "Moten Swing", "Lafayette", "Prince of Wails", "The Blue Room", "Imagination" (voci: Sterling Russell Trio), "New Orleans" (voce: James Rushing), "The Only Girl I Ever Loved" (voci: Sterling Russell Trio), "Milenberg Joys", "Two Times"

Bennie Moten morì nel 1935, a causa di una tonsillectomia: alla sua morte, Count Basie utilizzò la maggior parte dei musicisti di punta dell'orchestra per fondare la propria formazione.
Bennie Moten è sepolto a Kansas City, nell'Highland Cemetery non lontano dal Lincoln Cemetery, dove si trova la tomba del suo concittadino Charlie Parker.

## Discografia
- 1923-27 - The Chronological Bennie Moten (Classics # 549, ?)
- 1927-28 - The Chronological Bennie Moten (Classics # 558, ?)
- 1929-30 - The Chronological Bennie Moten (Classics # 578, ?)
- 1930-32 - The Chronological Bennie Moten (Classics # 591, ?)
- 1929-32 - Band Box Shuffle (Hep, ?)